# Anders Överström
Anders Överström, född 25 november 1985 i Mariehamn, är en åländsk före detta fotbollsmålvakt. Överström var under en lång tid reservmålvakt i IFK Mariehamn, men på grund av skador säsongen 2008 agerade han även som förstemålvakt för sin klubb.
Förutom IFK Mariehamn har Överström även representerat IF Finströms Kamraterna, Hammarlands IK och FC Åland på lägre nivå.